# 徐景麟
徐景麟（？—？），字豹璧，號扶禄，浙江上虞人，明朝政治人物。同进士出身。

## 生平
萬曆四十六年（1618年）戊午科浙江鄉試舉人，萬曆四十七年（1619年）联捷己未科進士。任福建松溪縣知縣。以治最升大理寺评事，恤刑北直，多所平反。崇祯年间接替赵一韩任福建建宁府知府一职，由周昌儒接任。
适湖南乡郧襄盗横，邑城不守，擢麟副使，分守其地，登碑防寇，适监纪陈珰兵至，疑为贼，杀其前队，珰诬以反，系狱逾年，郧人为赴京诉冤，得脱归。子徐远条，字实蕃，景麟系狱，走京师上书讼冤，释归，值山寇为乱，执景麟去，复从艰难困苦中百计出之，一时钜公名人竞为诗以道其事。

## 家族
曾祖徐干炬。祖徐學顯，光禄监事。父徐祖庚，贡士。